# Football Manager 2014
Football Manager 2014 é um jogo eletrônico de gerenciamento de um clube de futebol lançado em outubro de 2013, desenvolvido pela Sports Interactive e publicado pela Sega para Microsoft Windows, OS X, Linux, PlayStation Vita, iOS, Android. Foi anunciado em agosto de 2013 no site oficial da série. As atualizações da versão 2014 incluem gráficos melhores e salvamento na nuvem.
Uma Grande novidade foi o anúncio da Copa do mundo Totalmente Licenciada, Com placares, bolas, e placas de patrocínios.

## Novidade Para os Brasileiros
Uma das Novidades para os Brasileiros foi pela primeira vez na história o Football Manager ter tradução para Português do Brasil.

## Ligas
- África do Sul:
  - Premiership
  - National First Division
- Austrália:
  - Hyundai A League
- China:
  - Super League
  - First Division
- Hong Kong:
  - First Division
- Índia:
  - National Football League
- Indonésia:
  - Super League
  - Premier Division
  - First Division
- Malásia:
  - Super League
  - Premier League
- Singapura:
  - S-League
- Coreia do Sul:
  - K-League Classic
  - K-League Challenge
- Áustria:
  - Premier Division
  - First Division
- Bielorrússia:
  - Highest League
  - First League
- Bélgica:
  - Pro League
  - Second League
  - Third Division
- Bulgária:
  - A Group
  - B Group
- Croácia:
  - First Division
  - Second Division
- República Checa:
  - First Division
  - Second Division
- Dinamarca:
  - Superliga
  - First Division
  - Second Division
- Inglaterra:
  - Barclays Premier League
  - Sky Bet Championship
  - Sky Bet League 1
  - Sky Bet League 2
  - Skrill Premier
  - Skrill North/South
- Finlândia:
  - Premier League
  - First Division
- França:
  - Ligue 1
  - Ligue 2
  - National
  - CFA
- Alemanha:
  - Bundesliga
  - 2.Bundesliga
  - 3.Bundesliga
- Grécia:
  - Superleague
  - National B Division
- Hungria:
  - Division I
  - Division II
- Islândia:
  - Premier Division
  - First Division
- Irlanda:
  - Premier Division
  - First Division
- Israel:
  - Premier League
  - National League
- Itália:
  - Série A TIM
  - Série B Eurobet
  - Lega Pro
  - Serie C2
- Holanda:
  - Eredivisie
  - Jupiler League
- Irlanda do Norte:
  - Danske Bank Premier
  - Belfast Telegraph C1
  - Belfast Telegraph C2
- Noruega:
  - Premier Division
  - First Division
  - Second Division
- Polônia:
  - Ekstraklasa
  - First Division
- Portugal:
  - Liga Zon Sagres
  - Segunda Liga
  - Campeonato Nacional de Seniores
- Romênia:
  - Liga I
  - Second Division
- Rússia:
  - Premier Division
  - First Division
- Escócia:
  - Scottish Premiership
  - Scottish Championship
  - Scottish League 1
  - Scottish League 2
- Sérvia:
  - Super League
  - First League
- Eslováquia:
  - First Division
  - Second Division
- Eslovênia:
  - First League
  - Second League
- Espanha:
  - Liga BBVA
  - Liga Adelente
  - Segunda Division B
- Suécia:
  - Premier Division
  - First Division Elite
  - First Division
  - Second Division
- Suíça:
  - Super League
  - Challenge League
- Turquia:
  - Spor Toto Super League
  - PTT 1. League
  - Spor Toto 2. League
- Ucrânia:
  - Premier League
  - First League
- País de Gales:
  - Welsh Premier League
- México:
  - First Division
  - Promotion League
- EUA:
  - MLS
- Argentina:
  - Primera División
  - Segunda División
- Brasil:
  - Brasileirão Série A
  - Brasileirão Série B
  - Brasileirão Série C
- Chile:
  - First Division
  - First Division B
- Colômbia:
  - First division
  - Second Division
- Peru:
  - First Division
- Uruguai:
  - First Division
  - Second Division